# Stephanollona ignota
Stephanollona ignota är en mossdjursart som först beskrevs av Hayward och Cook 1983.  Stephanollona ignota ingår i släktet Stephanollona och familjen Phidoloporidae. Inga underarter finns listade i Catalogue of Life.